# 石飛道子
石飛 道子（いしとび みちこ、1951年 - ）は、日本の仏教学者。北星学園大学非常勤講師。札幌大谷大学特任教授。専門はインド哲学、龍樹思想。
北海道生まれ。北海道大学大学院文学研究科東洋哲学専攻博士課程単位取得退学。

## 著書
- 『ブッダ論理学 五つの難問』（講談社選書メチエ、2005.7）
- 『龍樹造「方便心論」の研究』（山喜房佛書林、2006.1）
- 『ブッダと龍樹の論理学 縁起と中道』（サンガ、2007.10）
- 『龍樹と、語れ! 『方便心論』の言語戦略』（大法輪閣、2009.6）
- 『ブッダの優しい論理学 縁起で学ぶ上手なコミュニケーション法』（サンガ新書、2009.4）
- 『龍樹 あるように見えても「空」という』（佼成出版社、2010.9）
- 『空の発見』（サンガ、2014.11）
- 『スッタニパータ』と大乗への道（サンガ、2016.4）
- 『古代インド論理学の研究　ーブッダ・龍樹・ニヤーヤ学派ー』（起心書房、2023.6）

### 共著
- 『ビックリ!インド人の頭の中 超論理思考を読む』（宮元啓一との共著、講談社、2003.5）

### 共訳
- 『インド新論理学派の知識論  『マニカナ』の和訳と註解』（宮元啓一との共訳、山喜房佛書林、1998.11）

### 論文
- CiNii>石飛道子
- INBUDS>石飛道子
- ニヤーヤ・ヴァイシェーシカ派 - ウェイバックマシン（2002年10月8日アーカイブ分）